# Нур-Паши Кулаев
Нур-Паши Кулаев (род. 1980 г. Енгеной, Чечня) е смятан за единствения оцелял чеченски терорист, отговорен за терористичния акт в училище № 1 в гр. Беслан, извършен през септември 2004 година.
Кулаев е роден през 1980 година и по професия е дърводелец. Брат му Хан-Паши, бивш охранител на чеченския терористШамил Басаев, също участва в атентата и умира при щурма на училището. Нур-Паши единствен оцелява и се опитва да избяга като се престори на заложник и се крие под камион на ОМОН.
На 16 май 2006 година Върховният съд на Северна Осетия го признава за виновен в извършване на убийство и опит за убийство, терористична дейност, участие в престъпна групировка, вземане на заложници и незаконно притежание и превозване на оръжие. Осъден е на доживотен затвор. Самият Кулаев отрича да е убивал.
Според Шамил Басаев, който поема отговорността за атентата в Беслан, само един от извършителите не е заловен и е все още жив.